# Tonio & Julia: Zwei sind noch kein Paar
Zwei sind noch kein Paar ist ein deutscher Fernsehfilm von Kathrin Kulens Feistl aus dem Jahr 2018. Es handelt sich um die zweite Folge der ZDF-Fernsehserie Tonio & Julia mit Maximilian Grill und Oona Devi Liebich in den Hauptrollen.

## Handlung
Laura Mosny sagt den Tauftermin für ihre Tochter Frieda zum wiederholten Mal im Vorzimmer des Pfarrers Tonio Niederegger ab. Familientherapeutin Julia Schindel fällt die emotionale Notlage der jungen Frau auf und so bittet sie sie um ein Gespräch. Sie erfährt, dass die Beziehung der jungen Eltern seit der Geburt des Kindes sehr angespannt sei und Lauras Partner Philipp Engelbrecht sich nicht an Vereinbarungen halten würde. Laura meint, sie fühle sich mit allem allein gelassen und überfordert, obwohl sie sich nichts sehnlicher wünsche als eine Familie mit Philipp. Julia versucht ihr zu erklären, dass nicht nur junge Mütter, sondern auch Väter häufig überfordert seien und Zeit bräuchten, um sich an neue Situationen zu gewöhnen. Beide ahnen nicht, dass Philipp ein Doppelleben führt und deshalb so sprunghaft in seinen Entscheidungen ist.
Julia hat gerade die Ferienwohnung im Haus ihrer Eltern bezogen und alle Brücken zu ihrem alten Leben in Berlin und ihrem Freund Paul Grünwald abgebrochen, als dieser plötzlich vor ihrer Tür steht. Er versichert ihr, sich nun endgültig von seiner Frau Annika getrennt zu haben. Während Julia sich freudig überrascht Paul wieder zuwendet, sieht Tonio die Beziehung der beiden skeptisch. Rein zufällig erfährt er, dass Paul noch verheiratet ist und so stellt er Julia zur Rede, schließlich sei sie noch in der Probezeit und als Angestellte der katholischen Kirche den 10 Geboten verpflichtet. Julia ist zunächst verärgert, hat allerdings das Gefühl, dass es Tonio sehr persönlich nimmt, denn schließlich waren Julia und er in der Jugendzeit ein Paar und womöglich ist seine Liebe nie ganz erloschen. Julia hat aber nicht nur mit Tonio Probleme, auch Paul erklärt ihr, dass er sich um seine Frau sorge, die am Telefon geweint habe und völlig durcheinander gewesen sei, weshalb er nach dem Rechten sehen müsse. Julia ist enttäuscht und stellt ihm die Frage, ob er sich jemals um sie gesorgt habe. Er solle einfach gehen und das tun, was er für richtig halte. Für großen Trennungsschmerz bleibt ihr jedoch keine Zeit, denn nach einem Unwetter wird Laura Mosny vermisst, die am Vortag einen Bootsausflug mit ihrer kleinen Tochter unternommen hatte. Um in Erfahrung zu bringen, wo genau Laura hinwollte, kontaktiert Tonio Philipp Engelbrecht. Bei der Suche nach dessen Telefonnummer findet er im Internet die Webseite seiner Firma und erfährt so, dass Engelbrecht bereits verheiratet ist. Julia ist zur selben Zeit mit der Wasserwacht auf der Suche nach Laura und deren Tochter. Glücklicherweise kann sie beide relativ wohlbehalten wieder an Land bringen.
Gerade als Tonio darüber nachdenkt, wie er Laura schonend die Wahrheit über ihren Freund Philipp beibringen kann, meldet sich dieser bei dem Seelsorger und bittet ihn um ein Gespräch. Er versucht Tonio zu erklären, in welcher Zwickmühle er sich befinde und wie es dazu gekommen sei. Tonio rät ihm umgehend, „reinen Tisch“ zu machen und sich seinen Problemen zu stellen. Das tut er, woraufhin Laura ihre Beziehung zu ihm beendet. Sie lässt Frieda taufen und Julias Initiative ist es zu verdanken, dass sogar Philipp in Begleitung seiner beiden Söhne an dem Taufgottesdienst teilnimmt. Später an diesem Tag treffen sich Tonio und Julia auf einer Wiese, sie umarmen und küssen sich auch. Doch wieder flieht Tonio vor seinen Gefühlen. Als es um Julia’s Festanstellung geht, hebt Tonio seine Hand, als Vikar Zumbrodt wissen will, ob etwas gegen Julias Bleiben spreche.

## Dreharbeiten
Der Film wurde vom 8. Juni bis zum 2. August 2017 in München sowie in Bad Tölz und Umgebung gedreht.

## Rezeption

### Einschaltquote
Der Film wurde bei seiner Erstausstrahlung am 19. April 2018 von 4,74 Millionen Zuschauern gesehen. Dies entspricht einem Marktanteil von 16,3 Prozent für das ZDF.

### Kritik
Rainer Tittelbach von tittelbach.tv kritisiert den „stereotype[n] Handlungsverlauf [und] die Umständlichkeit der Dramaturgie“. Lediglich „die Musik sorgt […] [für eine Überraschung, denn es] wird beim zünftigen Seefest getanzt auf Van Morrisons Popjazz-Klassiker ‚Moondance‘…“
Für die Frankfurter Neue Presse schrieb Ulrich Feld: „Wie schon im Erstling haben die Mainzer auch hier Dramatisches und Melodramatisches ziemlich gekonnt gemixt. Dass dabei auch immer wieder die Angehörigen der beiden Titelhelden auftreten und sich die Mitarbeiter der ‚Beratungsstelle Tölz‘ regelmäßig am schön gedeckten Frühstückstisch treffen, lässt weniger Spannung als vielmehr eine betont familiäre Atmosphäre entstehen.“